# Concepcion, Iloilo

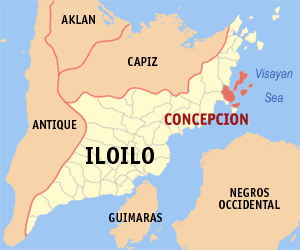
Bản đồ Iloilo với vị trí của Concepcion

Concepcion là một đô thị hạng 4 ở tỉnh Iloilo, Philippines. Theo điều tra dân số năm 2000 của Philipin, đô thị này có dân số 34.240 người trong 6.435 hộ.

## Các đơn vị hành chính
Concepcion được chia ra 25 barangay.
| - Aglosong - Agnaga - Bacjawan Norte - Bacjawan Sur - Bagongon - Batiti - Botlog - Calamigan - Dungon - Igbon - Jamul-awon - Lo-ong - Macalbang | - Macatunao - Malangabang - Maliogliog - Nińo - Nipa - Plandico - Poblacion - Polopińa - Salvacion - Talotu-an - Tambaliza - Tamis-ac |